# Скакало
Скакало — водопад, расположенный в урочище Нижнее Грабовище в 3,5 км от села Чинадиево, Мукачевского района Закарпатской области. Является памятником природы местного значения. Образован горными потоками г. Синявки (правый приток Иршавки бассейна Тисы).
Образовался на месте выхода на поверхность вулканических пород, о чём свидетельствуют маленькие скальные утёсы в глубине леса по бокам водопада. Каменная гряда, пересекающая лесистый склон горы, преграждает путь водотока, и ручей тремя ступенями срывается с уступов, образуя каскад ручьёв, которые словно скачут с камня на камень. Это и стало поводом дать водопаду такое несерьёзное название.
Скакало является туристическим объектом. Подъём к водопаду начинается на территории санатория «Водограй» (в 470 метрах).